# Tadeusz Downarowicz
Tadeusz Downarowicz herbu Przyjaciel – chorąży rzeczycki, poseł powiatu rzeczyckiego na sejm 1778 roku i na Sejm Czteroletni w 1788 roku.